# باربارا ویکز
باربارا ویکز (انگلیسی: Barbara Weeks; ۴ ژوئیهٔ ۱۹۱۳ – ۲۴ ژوئن ۲۰۰۳) هنرپیشه اهل ایالات متحده آمریکا بود.